# Mijanka

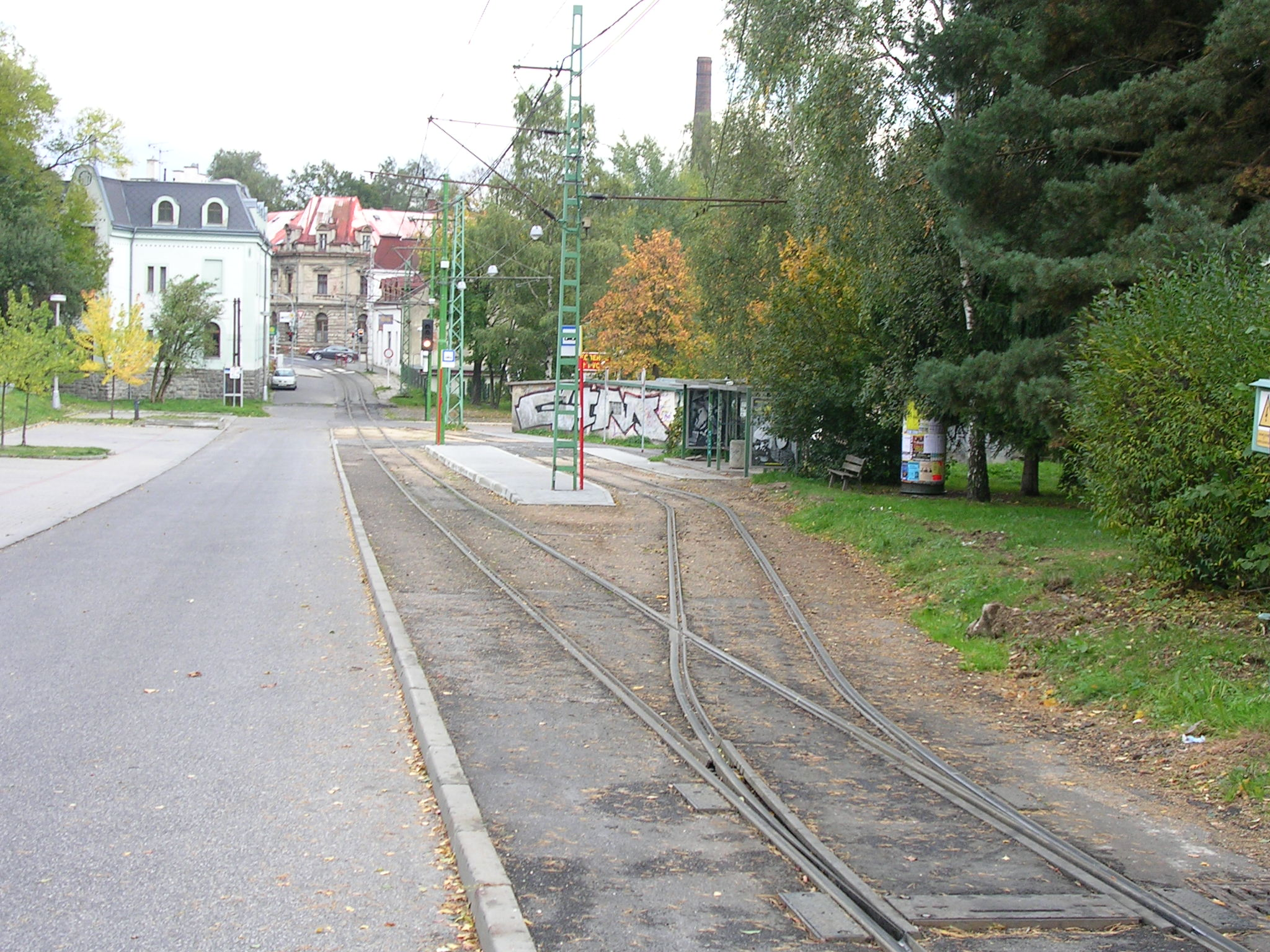
Mijanka na przystanku tramwajowym w Libercu w Czechach

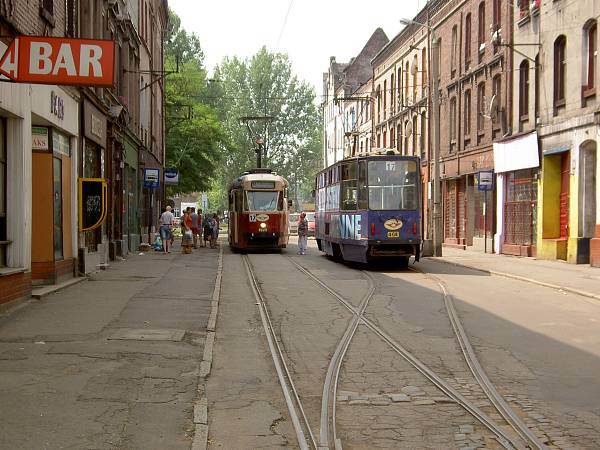
Mijanka na sieci tramwajowej GOP w Świętochłowicach w dzielnicy Lipiny

Mijanka – wyznaczony odcinek drogi szynowej lub kołowej jednopasmowej (jednotorowej) umożliwiający wyprzedzanie, wymijanie się, bądź zawracanie pojazdów szynowych lub drogowych.
Mijanka na liniach kolei szeroko- i normalnotorowych to stacja kolejowa o ograniczonym zakresie działania, której układ torowy umożliwia jedynie krzyżowanie i wyprzedzanie pociągów. W przypadku kolei lekkiej pełnią funkcję podobną do pętli.

## Rodzaje mijanek

### Tor główny zasadniczy i główny dodatkowy

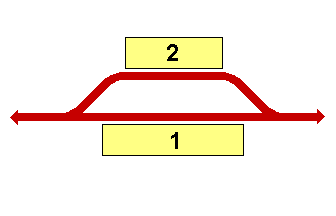
Mijanka z torem głównym zasadniczym i dodatkowym, z dwoma peronami

Podstawowy układ mijanki, w którym przy obu torach znajdują się perony. Tor główny zasadniczy znajduje się w tej samej linii, co tory szlakowe, natomiast tor główny dodatkowy odchodzi na bok.
Stosowany przeważnie w miejscach, gdzie ruch jest niewielki, najczęściej tylko pasażerski. Przeważnie przez tor główny zasadniczy można przejechać bez zmiany prędkości natomiast przez tor główny dodatkowy już ze znaczną jej redukcją.

### Mijanka z peronem tylko przy torze dodatkowym

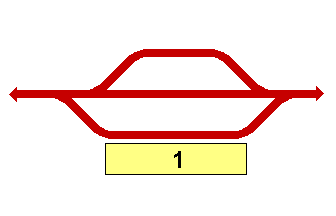
Mała stacja na linii jednotorowej z peronem tylko przy torze dodatkowym

Wjazd na peron tylko w torze głównym dodatkowym, tor główny zasadniczy bez peronu. Tor główny zasadniczy umożliwia przejazd przez stację bez redukcji prędkości, lecz nie ma możliwości postoju handlowego dwóch pociągów pasażerskich jednocześnie.
Podobny układ mogą mieć małe stacje na liniach jednotorowych. Od mijanki różnią się tym, że mają trzeci tor główny, który może być wykorzystywany do postojów pociągów towarowych lub postojów niehandlowych pociągów pasażerskich.

### Mijanka z peronem wyspowym

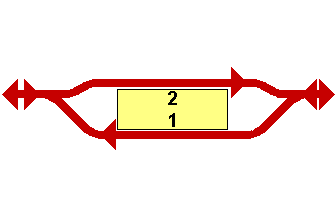
Mijanka z peronem wyspowym

Układ, w którym pociągi zatrzymują się przy obu krawędziach peronu wyspowego. Prędkość w rozjazdach bywa ograniczona na obu torach, szczególnie w przypadku zabudowania rozjazdów w układzie uskokowym (tor główny zasadniczy dla jednego kierunku jest torem głównym dodatkowym dla drugiego kierunku; nie ma możliwości przejechania przez stację bez zmniejszenia prędkości pociągu w jednym z rozjazdów, natomiast drugi zawsze będzie ułożony na wprost).
Układ ten jest bardzo często wykorzystywany na liniach lokalnych w Wielkiej Brytanii (w Polsce najpopularniejszy jest pierwszy układ).

### Mijanka końcowa (weksel)
Jest to układ, gdzie tory zbudowane wg wcześniej wymienionych projektów, zostały umieszczone na końcu trasy (najczęściej tramwajowej), w celu wekslowania (z niem. Wechsel – zmiana). Proces ten polega na zmianie kierunku jazdy wagonu silnikowego dwukierunkowego i podczepienie do niego wcześniej pozostawionych na drugim torze wagonów doczepnych. Na takim krańcu zawrócić mogą także tramwaje dwukierunkowe jednobryłowe, nie wykorzystując procesu podczepiania wagonów. 
Tego typu końce tras funkcjonują w miejscach, gdzie niemożliwe jest zbudowanie pętli, bądź trójkąta manewrowego, często jako element nawierzchni ulicznej. 
Od tego rodzaju mijanki, obecnej jako jedyny sposób nawracania tramwajów w przedwojennej Łodzi, powstało określenie krańcówka, będącego w gwarze łódzkiej synonimem końca trasy, najpierw linii tramwajowych, a potem także i autobusowych, wypierając tam ogólnopolską nomenklaturę.

## Mijanka wraz z innymi punktami eksploatacyjnymi
Mijanka może być urządzona wraz z innymi punktami eksploatacyjnymi na szlaku, takimi jak:
- ładownia i przystanek osobowy
- przystanek osobowy
- posterunek odgałęźny